# Gautama Akszapada
Akszapada Gautama (dewanagari अक्षपाद गोतम, trl. Akṣapāda Gautama, ang. Akshapada Gautama) – filozof indyjski żyjący w IV wieku. Twórca systemu njaja. Autor Njajasutry.